# Dialeuropora malayensis
Dialeuropora malayensis là một loài côn trùng cánh nửa trong họ Aleyrodidae, phân họ Aleyrodinae.
Dialeuropora malayensis được Corbett miêu tả khoa học đầu tiên năm 1935.